# Nenad Malencić
Nenad Malencić (serbisch-kyrillisch Ненад Маленчић; * 25. Oktober 1988 in Kikinda, SFR Jugoslawien) ist ein ehemaliger serbischer Handballspieler.

## Karriere

### Verein
Der 2,01 m große rechte Rückraumspieler spielte in seiner Heimat für RK Fidelinka und den RK Partizan Belgrad, mit dem er 2007 und 2008 den serbischen Pokal gewann. Ab Januar 2009 lief er für den Schweizer Verein Kadetten Schaffhausen auf, mit dem er 2010 die Schweizer Meisterschaft gewann. Anschließend spielte er für Metaloplastika Šabac. In der Saison 2011/12 wurde er mit dem FC Porto portugiesischer Meister. Die folgende Spielzeit verbrachte er in Tunesien bei AS Téboulba. In zwei Jahren beim luxemburgischen HB Esch gewann er 2014 den nationalen Pokal. In der Türkei war er zwei Spielzeiten bei Bursa Nilüfer BK aktiv, bevor er in Frankreich seine Laufbahn bei ROC Aveyron beendete.

### Nationalmannschaft
Bei den Mittelmeerspielen 2009 gewann Nenad Malencić mit der serbischen Nationalmannschaft die Goldmedaille.